# Abrocoma bennettii
Abrocoma bennettii е вид бозайник от семейство Чинчилови плъхове (Abrocomidae).

## Разпространение
Видът е разпространен в Чили.